# 1956 en photographie
| Années de la photographie : 1953 - 1954 - 1955 - 1956 - 1957 - 1958 - 1959    |
| Décennies de la photographie : 1920 - 1930 - 1940 - 1950 - 1960 - 1970 - 1980 |

Cet article présente les faits marquants de l'année 1956 en photographie.

## Événements

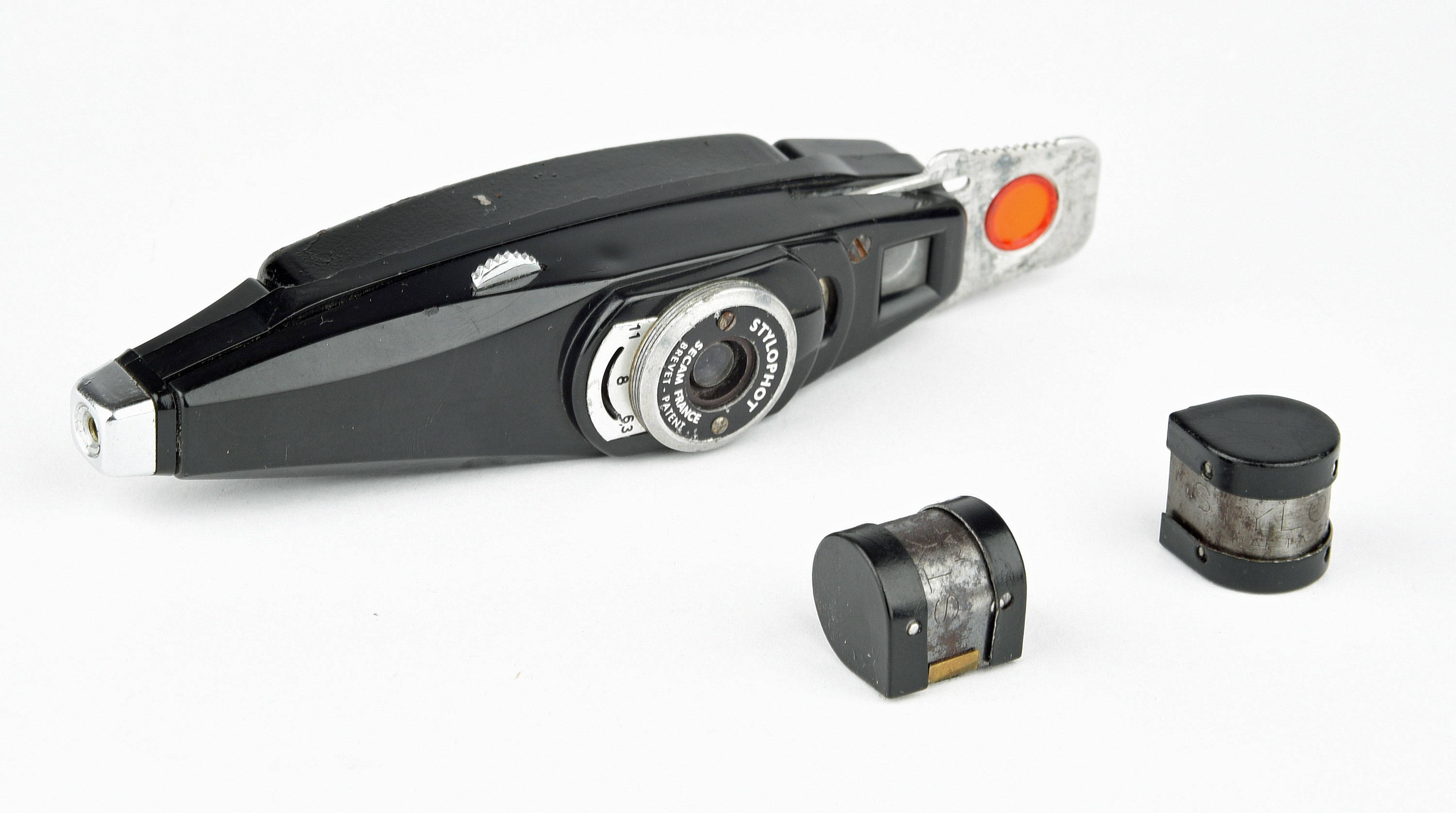
Secam Stylophot.

- Fritz Kaftanski met au point, pour la Secam qu'il a créée en 1954, le Stylophot, un appareil photographique miniature ayant la forme d'un gros stylo[1],[2].
- Leica commercialise le Leica MP, un appareil photographique télémétrique, qui garde l'allure générale du Leica M3, excepté le compte-vues qui devient externe, à remise à zéro manuelle ; 449 appareils sont fabriqués.
- Création de la revue japonaise de photographie PhotoCON.
- Georges Azenstarck devient reporter-photographe pour le quotidien communiste français L'Humanité.
- En France, la direction des Monuments historiques signe un acte de donation des collections de la Section photographique de l'armée (SPA), créée en 2015, à la Bibliothèque de documentation internationale contemporaine ; ces collections photographiques sont appelées « albums Valois »[3].

## Photographies notables
- Air France Revue, la revue interne d'Air France, publie dans son numéro de juin-août un reportage photographique de Willy Ronis sous le titre « Familles de France ».

## Livres de photographies
- Ed van der Elsken, Een Liefdesgeschiedenis in Saint Germain des Pres [Une Histoire d'amour à Saint-Germain des Prés], Amsterdam, De Bezige Bij.
- Lucien Lorelle, Photos et propos sur le nu : avec 97 photographies et 27 dessins de l'auteur, Paris, Paul Montel.

## Films sur la photographie
- Louis Clyde Stoumen, The Naked Eye (L'Œil nu), film documentaire américain sur l'art et l'histoire de la photographie qui, dans la seconde partie, se concentre sur le photographe Edward Weston.

## Expositions
- 24 octobre - 13 janvier 1957 : Language of the Wall : Parisian Graffiti photographed by Brassaï, Museum of Modern Art (MomA), New York, commissaire d'expostion Edward Steichen[4].

## Festivals et congrès photographiques
- 11e Salon national de la photographie, Bibliothèque nationale, Paris[5],[6].

## Prix et récompenses
- Prix Niépce : Robert Doisneau.
- Prix Nadar : Fulvio Roiter, Ombrie, terre de saint François, Lausanne, éditions Clairefontaine, 1955.
- Médaille David-Octavius-Hill : non décerné.
- Prix Robert Capa Gold Medal : John Sadovy pour son reportage dans Life sur la révolution hongroise de 1956.
- Prix Pulitzer de photographie : le New York Daily News, pour sa couverture photographique de l'actualité en 1955, notamment la photographie d'un bombardier B-26 qui s'écrase sur le quartier d'East Meadow à New York[7].
- : Prix de la Société de photographie du Japon : non décerné.
- World Press Photo of the Year : Helmuth Pirath pour la photographie d'un prisonnier allemand de la Seconde Guerre mondiale libéré par l'Union soviétique et retrouvant sa fille, qui ne l'avait pas revu depuis l'âge d'un an[8].

## Grandes expositions
- Brassaï,  Language of the Wall: Parisian Graffiti, Museum of Modern Art (MoMA), New York, du 24 octobre 1956 au 13 janvier 1957 [9]

## Naissances
- 24 janvier ; Michel duCille, photographe jamaïcain, lauréat de trois prix Pulitzer, mort le 11 décembre 2014.
- 5 février : Alfredo Jaar, artiste et photographe chilien.
- 15 février : Lars Tunbjörk, photographe suédois, mort le 11 avril 2015.
- 24 février : Frédéric Huijbregts, photographe néerlandais, mort le 25 mars 2012.
- 3 mars : Gilles Berquet, photographe français.
- 4 mars : Edward Keating, photographe de rue et photojournaliste américain, mort le 26 septembre 2021.
- 7 mars : Carol Guzy, photojournaliste américaine, lauréate du prix Pulitzer.
- 8 mars : Béatrice Helg, photographe plasticienne suisse.
- 14 mars : Tish Murtha, photographe britannique.
- 22 mars : Alberto García-Alix, photographe espagnol.
- 10 avril : Witold Krassowski, photographe polonais.
- 12 avril : Gilles Durupt, photographe français.
- 14 mai : Gilles Martin, reporter-photographe animalier français.
- 1er juin : Victoria Ivleva, journaliste et photographe russe.
- 16 juin : Stuart Franklin, photographe et photojournaliste britannique.
- 6 juillet : Ariane Thézé, artiste multimédia et photographe franco-canadienne.
- 10 juillet : J. K. Potter, photographe et illustrateur américain.
- 11 août : Jeff Widener, photojournaliste américain, auteur d'une des photographies représentant l'Homme de Tian'anmen en 1989.
- 12 août : Yves Regaldi, peintre et photographe français.
- 15 septembre : Anne Geddes, photographe australienne.
- 3 octobre : Jean-François Leroy, journaliste et photographe français.
- 16 octobre : Anthony Suau, photographe américain.
- 19 octobre : Santu Mofokeng, photographe sud-africain, figure de la lutte anti-apartheid en Afrique du Sud, mort le 27 janvier 2020.
- 25 octobre : Jamie Livingston, réalisateur et artiste de cirque américain, qui a pris une photographie instantanée (Polaroid) de sa vie chaque jour, du 31 mars 1979 jusqu'au jour de sa mort le 25 octobre 1997.
- 28 octobre : Francesco Gattoni, photographe italien actif à Paris.
- 19 novembre : Noël Quidu, journaliste, reporter-photographe français.
- 6 décembre : Michel Haddi, photographe de mode français.
- 19 décembre : Jens Fink-Jensen, poète et photographe danois.

- Date précise inconnue ou non renseignée : 
  - Hélène Bamberger, photographe française.
  - Bellec (photographe), photographe français.
  - Hannah Collins, photographe et réalisatrice britannique.
  - Lalla Essaydi, artiste et photographe marocaine.
  - Jose Manuel Fors, photographe cubain.
  - Gianni Giansanti, photoreporter italien membre de l’agence Sygma, lauréat de trois World Press Photo, mort le 18 mars 2009.
  - Paul Graham, photographe britannique.
  - Peter Lippmann, photographe publicitaire français.
  - Katsuhito Nakazato, photographe japonais de l'environnement urbain.
  - Pushpamala N., artiste multidisciplinaire et photographe conceptuelle indienne.
  - Livio Senigalliesi, photographe et photojournaliste italien.

## Décès en 1956
- 13 janvier : Lyonel Feininger, peintre, photographe, caricaturiste et auteur de bandes dessinées germano-américain, principalement actif en Allemagne, né le 17 juillet 1871.
- 29 mars : Helen Messinger Murdoch, photographe et aviatrice américaine, née le 22 septembre 1862.
- 1er juin : Ernst Leitz, homme d'affaires allemand, fondateur de la société d'optique Leica Camera, organisateur du Train Leica de la liberté qui a permis à des personnes menacées par le nazisme de fuir le Troisième Reich, né le 1er mars 1871.
- 19 septembre : Helmar Lerski, photographe et cinéaste suisse, né le 18 février 1871.
- 6 novembre : Alice Schalek, photojournaliste et écrivaine autrichienne, née le 21 août 1874.
- 10 novembre (tué lors d'un reportage sur la crise du canal de Suez) : David Seymour, photographe naturalisé américain, cofondateur de l'agence Magnum, né le 20 novembre 1911.
- 3 décembre : Alexandre Rodtchenko, peintre, sculpteur, et photographe russe, l'un des fondateurs du constructivisme russe, né le 23 novembre 1891.
- Date précise inconnue ou non renseignée :
  - Mattie Edwards Hewitt, photographe américaine, née en octobre 1869.

## Célébrations
Centenaire de naissance
- Pau Audouard
- Alfred Bertrand
- William Kinnimond Burton
- Josep Maria Cañellas
- Ernest Clair-Guyot
- Peter Henry Emerson
- Amélie Galup
- Jean Gilletta
- Wilhelm von Gloeden
- Maurice Guibert
- Jimmy Hare
- Frederic Eugene Ives
- Tamamura Kōzaburō
- Julie Laurberg
- René Le Bègue
- Boleslas Matuszewski
- Paul Nadar
- Mario Nunes Vais
- Daniel Nyblin
- François De Rechter
- Mary Steen
- Adam Clark Vroman

Centenaire de décès
- John Beasley Greene
- John Locke (en)